# Український літературний провулок
Українська літературна алея — літературний щорічник, що представляє творчість української національної меншини в Польщі .

## Тематика
Тематика творів, надрукованих у щорічнику, випливала з вміщених у ньому розділів, але найбільше місця відведено поезії Остапа Лапського, Івана Златокудри, Мілі Лучака, Івана Киризюка, Тадея Карабовича та Юрія Гаврилюка. Велика увага приділялася літературній критиці, рецензіям та літературознавчим статтям (Елеонора Солова, Міхал Лесьов, Флоріан Нєвважний, Богдан Бойчук, Тереза Занєвська, Іван Немченко, Андрій Савенець, Богдан Столярчук, Тадей Карабович, Юрій Гаврилюк). У щорічнику також публікувалися інтерв'ю, літературні дебюти (Мар'ян Горбачек, Юстина Королько, Мирон Присташ), переклади з польської літератури, архівні та епістолярні матеріали, народні твори (Марія Сарнацька, Базилий Альбічук, Стефан Сидорук). Вівся також літопис і літературні вісті.

## Історія
«Українська літературна алея» як літературний щорічник була створена у 2001 році з метою представлення творчості української національної меншини в Польщі. Його ініціатором і координатором (на суспільних засадах), а потім і головним редактором був поет, перекладач і літературний критик Тадей Карабович (Tadeusz Karabowicz). Видавцем щорічника було Товариство ентузіастів Музею матеріальної культури під відкритим небом Хелма і Підляшшя в Голі.
Історія створення «Українського Літературного Кутка» виросла з традицій видавництва української літератури, що розвивалася після 1956 р. на етнічних землях і в осередку переселення (акція «Вісла» 1947 р.) і час від часу публікувалась у друкованих органах Українського соц. та Культурного Товариства (УТСК): в антології " Гомін " (Варшава 1964), у тижневику " Наше Слово " та його додатках у «Нашій культурі» та «Українському календарі», а після 1990 р. в «Українському альманасі», публіцистичному та культурологічному щорічнику. Об'єднання українців у Польщі та громадсько-культурний часопис Об'єднання українців Підляшшя «Над Бугом і Нарвою». Крім того, після 1990 р. українськими окремими виданнями, що виходили в Польщі: «Зустричі» (Варшава), «Сон і Мисль» (Перемишль), «Сан Рідо» (Перемишль).
У щорічнику друкувалися твори українських поетів і письменників, які живуть і працюють у Польщі як представники української національної меншини. Хоча ці письменники не становили єдиного літературного середовища (за винятком Підляшшя), вони належали до Національної спілки письменників України: Міла Лучак, Іван Киризюк, Володислав Храбан, Євгенія Жабінська та Юрій Гаврилюк, а також до Спілки польських письменників. : Іван Златокудр і Тадей Карабович .

## Історія щорічника
- «Українська літературна алея», т. 1, Білосток 2001, стор.128,ISBN 83-88097-13-X
- «Український Літературний Куток», т. 2, Криниця — Перемишль — Хелм — Більськ Підляський 2002, С. 164,ISBN 83-88097-23-7
- «Український літературний куток», т. 3, Люблін 2003, стор.258,ISBN 83-919278-2-2
- «Український Літературний Куток», т. 4, Люблін 2004, С. 336, ISSN 1734-4832
- «Український Літературний Куточок», т. 5, Люблін 2005, С. 320, ISSN 1734-4832
- «Український Літературний Куток», т. 6, Люблін 2006, С. 310, ISSN 1734-4832
- «Український Літературний Куточок», т. 7, Люблін 2007, С. 324, ISSN 1734-4832
- «Український Літературний Куточок», т. 8, Люблін 2008, С. 344, ISSN 1734-4832
- «Український Літературний Куточок», т. 9, Люблін 2009, С. 396, ISSN 1734-4832
- «Український Літературний Куточок», т. 10, Люблін 2010, С. 264, ISSN 1734-4832
- «Український Літературний Куточок», т. 11, Люблін 2011, С. 256, ISSN 1734-4832